# 清和村 (熊本県)
清和村（せいわそん）は、熊本県上益城郡の東端にあった村。
2005年2月11日に、いわゆる「平成の大合併」により、西隣の上益城郡矢部町及び東隣の阿蘇郡蘇陽町の二町と合併して山都町となり、消滅した。
熊本県下では、波野村と並び「むら」ではなく「そん」と読む数少ない村であった。ただし、口語では「せいわむら」と呼ぶ人もいたり、両方を使い分ける人もいた。
この記事では合併後の山都町の旧清和村にあたる地域の状況についても記述する。

## 地理

### 地勢
九州のほぼ中央部に位置している（「九州のへそ」で町興し・観光客誘致を行っていた旧蘇陽町が東隣に存在する）。南北に細長い村で、ピーナッツに似た形をしていた。
国道が走る中央部の大川が中心地で、役場（現在の山都町役場清和総合支所）も置かれていた。北の朝日地区と南の小峰、緑川地区とでは地形が異なる。北は阿蘇の外輪山で起伏が緩やかな高原地帯、中央部はやや平坦だが北部と似たような起伏があり、南は九州山地の険しく谷が深い地形となっている。南部の県境・宮崎県側に、九州最南端のスキー場である五ヶ瀬ハイランドスキー場（交通手段は宮崎県側から）があり、冬は積雪がある。
見晴らしの良い高原が広がり、避暑地に適していたが、交通の便が悪いせいもあってか別荘地の開発は行われていない（朝日地区には、過去にゴルフ場開発の計画があったが、後に頓挫）。
- 九州山地（九州脊梁山地）

朝日地区の高原（標高600 - 800m程度）から、南側に広がる雄大な九州山地を見ることができる。峰々の標高は2,000mに届かないが、雨上がり後の姿は特に圧巻・壮観である。山は高く谷は険しく深い。そこから発する水は清流となり、イワナなどの魚が棲む。「九州ハイランド」という観光用の名称も最近使われ始めている。
- 外輪山地形

雨水や川の浸食作用でU字型の谷が細かく形成され、起伏に富んでいる。台地上の高原である井無田高原は、その名の通り水利・保水性が悪く、畑作が多い。外輪山の頂部付近、標高が高い場所には放牧地や植林された森があり、人家が無く行き止まりが多いが、熊本県道319号仏原高森線が清水峠を経て阿蘇の南郷谷南阿蘇村の清水寺に抜ける。

#### 山・峠
- 清水峠
- 天神峠 - 九州自然歩道

#### 川・湖沼
- 緑川 - 一級河川
  - 笹原川
- 井無田に農業用ため池があり、キャンプ場にもなっている。

### 近隣の都市
近隣20km圏内に人口5万人以上の都市はない。
熊本市およびそれに通じる上益城郡内の主要地区で、医療を受けたり、買い物をする人が多い。
熊本市とほぼ同距離（時間的にはややかかる）に宮崎県延岡市があるが、県が違うということもあり、往来は少ない。ただし、戦中・戦後の物資難の際には、塩を手に入れるため遠く離れた延岡まで、馬を引き連れて歩いて通ったそうである。

### 主な集落
- 朝日地区 - 阿蘇山外輪山のすぐ南側に広がる地域。
  - 鶴底（つるそこ） 集落の中心に神社があり、祭礼では専用の舞台で大衆演劇が上演されていた。
  - 川口（かわぐち） 過去に農協の支所が置かれていた。神社が二箇所、寺院が一箇所ある。
  - 大矢（おおや） 川口より上流にある開拓地。
  - 原尻（はらじり / はるじる）
  - 井無田（いむた） 朝日小学校、保育園、天文台が所在する。
  - 井無田原（いむたばら） キャンプ場になっているため池がある。
  - 長成（ながなり）
  - 郷ノ原（ごうのはら / ごうのばる） 複数の集落が存在。旧蘇陽町と境を接し、交流が深い。

- 朝日西部地区 - 朝日地区と大川地区に接し、旧矢部町の隣にあたる地域。
  - 牛ヶ瀬（うしがせ）
  - 仁田尾（にたお） 鶴底との境に、JAの関連施設（ライスセンター、野菜集荷施設、ガソリンスタンドなど）が置かれている。

- 大川地区 - 少し開けた地形で、国道が通っている。村のほぼ中央部に当たる。
  - 大平（おおひら）
  - 大川（おおかわ） 行政・商業の中心地で、郵便局や飲食店・スーパー、ガソリンスタンド、体育館（ホール）、集会施設（祭事）などがある。

清和文楽はこの集落周辺で行われてきた祭事で、北部の朝日地区には同様のものは見られない。

- 小峰地区 - 大川地区の南に位置する。
  - 小峰（おみね）

- 木原谷地区 - 小峰地区の西側にあたり、旧矢部町と接する。

- 緑川地区 - 小峰地区の南側、村の南端で険しい山岳地帯になっている。奥は国有林（矢部営林署）。広葉樹の天然林が広がっており、緑川本流の源流地帯。宮崎県五ヶ瀬町の五ヶ瀬ハイランドスキー場が山頂部にある。

## 歴史

### 年表
- 1889年4月1日 - 町村制施行により上益城郡朝日村と阿蘇郡小峰村が発足。
- 1948年4月1日 - 小峰村が上益城郡に移行。
- 1956年7月1日 - 朝日村と小峰村が対等合併し、清和村が発足。朝日村高月出身の元陸軍大将林仙之の遺筆額『政清人和』より、「清和」を新村名とした[4][5]。
- 2005年2月11日 - 矢部町および阿蘇郡蘇陽町と合併し、上益城郡山都町が発足し消滅。

### その他
西南戦争（西南の役）では、負けた薩摩軍が当地を通り日向（今の宮崎県）へ逃げ延びたという逸話が残されている。明治10年（1877年）4月21日に、薩軍は矢部浜町で軍議を行っている。

## 気候
緑豊かで自然環境は良く、夏は九州の中でも非常に過ごしやすい。
降水量も多く、雲も出やすい山間部特有の気候。標高600mほどにあることから、気温は低めである。冬は12月下旬頃から降雪があり、積雪でチェーンやスタッドレスタイヤが必要となる（標高により積雪量や融雪に差がある）。積雪がない冬晴れの深夜と早朝は放射冷却現象により冷え込み、急激な冷え込みで、外気に露出した水道管の破裂なども起きる。

## 自然

### 生物

#### 昆虫
農薬による影響で減ったが、蛍は普通に見られる。自然に囲まれ、蝶や蛾などをはじめ、たくさんの昆虫を見つけることができる。竹林などにはたくさんの蚊もいるので、夏場には防虫スプレーや蚊取り線香が必要なくらいである。広葉樹（クヌギ）が多く、夏場にはカブトムシなどを見つけることができる。

#### 小動物
水田の農薬散布により一時期は減ったが、カエルやタニシなどの水棲生物をよく見かける。大型のカエルは滅多に見かけることがないが、夏場はカエルの声が響く。

#### ほ乳類
今は出現しなくなったが、一時期、日本猿が阿蘇のほうから越境して、農作物に被害を与えた。イノシシは今も見かけ、集落周縁部で頻繁に農作物を荒らしまわっており、農家は電気柵などで防御している。有害鳥獣の駆除も行われている。

### 天体
近くに人口の多い都市がないことから、人工光の影響が少なく、高原地帯で見通しが良いことから、天体観測に向いている。望遠鏡で観ると多くの星が観察でき、肉眼で見える数も多い。北部の井無田（朝日地区）には小規模ながら、宿泊施設を備えて設備が整った清和高原天文台がある。

#### 光源の適正化による星空保全及び資源の節約に関する条例
2002年6月、上益城郡清和村議会（当時）は、定例会本会議で、適切な照明で天体観測に適した星空の保全と省資源を目指す条例案を可決した。条文は新たに照明を設置する場合は上空に光が漏れないような設備をし、事前に概要を届け出るよう義務付けている。村内の清和高原天文台（年間約12,000人が訪れる）において、街灯などの影響で低空の観測に支障がでないように光害の拡大に歯止めを掛ける狙いがある。

## 人口
3,000人前後で推移しているが、高齢化・少子化が急速に進んでおり、村内で3,000人を切るのは時間の問題である。従来より、過疎地域として指定されていたが、全国で話題になりつつある、「限界集落」も当地では大きな問題である。
当地には、開拓と呼ばれる、集団新規農業就労事業による集落が幾つかある。主な開拓団の集落として、大矢（阿蘇外輪山の標高が高い地域）などがある。
農業の不振や自然環境・生活の厳しさもあり、離農者が多く、集落の維持も厳しい状態になっている。

## 産業

### 概要
農業が主な産業である。近隣の都市部と物理的に離れており、産業も農業・林業以外育たなかった。鉄道や高速道路が通っていないこともあり、工場誘致もあまり行われていない。経済的にも文化的にも豊かでなく、情報も閉ざされがちである。

### 農業
高原の気候風土を生かしたトマトやキャベツなどの野菜栽培が盛んであるが、開けた耕地が少ないため小規模である。
高齢化や跡継ぎ難により、近年は離農や耕作放棄も目立ち、規模拡大を行っている農家へ畑の貸付なども行われている（ただし、低額での貸付）。JAの合併・整理統合により、サービス拠点も減らされている。
椎茸の原木栽培、栗の栽培なども気候に合うためか行われている。タバコ栽培や養蚕なども行われていた。

### 林業
南部の緑川地区や阿蘇の外輪山周辺（北側）で林業が行われてきたが、国産材の価格低下により衰退気味になっている。国有林もある。

### 畜産業
阿蘇地方で盛んな「赤牛」の育成牛生産が各農家で主に小規模に行われてきたが、海外からの牛肉輸入自由化で採算が悪化し、生産をとり辞める農家が続出。現在は牛を飼っている農家は少ない。専業も多くはない。
養鶏は井無田地区にて数軒が行っている。

### 商業
国道が走る大川の北地区に小規模な商店街が形成されている。
現在では国道沿いに、JAが経営するスーパーがある。以前は個人経営のスーパーも近くにあったが、閉店した。
1件のタクシー会社も存在する。
この商業地区の少し北、清和中学校との間に役場（現在の支所）があった。

## 文化
清和文楽（せいわぶんらく）という人形芝居（浄瑠璃）が大川の清和文楽館という専用劇場で演じられている。大川周辺の集落で演じられていたものを、旧清和村が観光の目玉として育成してきたものである。1992年より文楽館をはじめとしたくまもとアートポリス参加プロジェクトの建物が順次整備され、農産加工物・土産物を扱う物産館と道の駅を併設したモダンな複合施設となっている。

## 教育
高校卒業後に若者が流出し、少子化の影響もあり、若年層の人口が減少している。町村合併や行政の予算削減・効率化などにより、平成以降、廃校が相次いだ。廃校された地域に住む子どもは、スクールバスによって、遠隔地の学校まで通うことになった。
- 清和村立清和中学校（現山都町立清和中学校） - 旧役場に隣接。敷地が狭い。
- 清和村立清和小学校（現山都町立清和小学校） - 国道近くにある。

### 閉校・廃校となった学校
中学校
- 清和村立朝日中学校（高月地区） - 跡地には紡績工場が建っており、当時の面影は殆どない。
- 清和村立小峰中学校
- 清和村立緑川中学校
  - 清和村立緑川中学校西緑川分校

小学校
- 清和村立高松小学校
- 清和村立朝日小学校 - 井無田にあり、旧朝日村内では一番大きな小学校であった。コンクリート造。

しばらく荒れ放題であったが、2009秋、写真展示などを行う「朝日ギャラリー」がオープン。現在、山都町在住者のほか町外数グループの利用者が借りて利用している。
- 清和村立朝日西部小学校 - 鶴ヶ田3478-1。他校より早く閉校した。現在はコンクリート造の校舎を改修し、高齢者向け在宅介護支援施設「花高原」として利用されている。
- 清和村立小峰小学校
- 清和村立緑川小学校 - 川沿いにあり、キャンプなどに利用されている。
  - 清和村立緑川小学校西緑川分校
- 清和村立木原谷小学校-複式学級の5・6年教室から体育館までを残し、公民館へと建て替えられた。全校児童で取り組んでいた人形劇の道具などは5・6年教室に保管されている。

## 交通

### 鉄道
村内には鉄道は通っていない。かつて熊延鉄道（ゆうえんてつどう。後の熊本バス）が熊本市から宮崎県の高千穂・延岡市方面に向けて鉄道事業を開始し、鉄道を旧砥用町より近くの浜町まで敷設する計画もあったが、途中からバス路線に転換し、実現には至らなかった。
最寄りの鉄道駅は北側の阿蘇外輪山の峠を越えて南郷谷にある、南阿蘇鉄道の阿蘇白川駅か見晴台駅である。駅からバスなどの接続はなく、バス乗り継ぎを考えれば高森駅が便利である。

### 空港
村内には空港はない。最寄り空港は熊本空港。空港から矢部方面の直通バスはない。

### 道路

#### 高速道路
熊本市より矢部、高千穂、延岡に至る高速道路が計画されている。2023年3月現在、最寄りのインターチェンジは、九州中央自動車道山都中島西インターチェンジ（熊本側）、雲海橋交差点（延岡側）である。

#### 国道
- 国道445号 - 熊本市方面からの主な経路・交通手段。御船町から北側の七滝 - 中島経由で通る国道である。主要幹線で距離的に短いが、道幅がやや狭く曲がりくねりも多い。
- 国道218号 - 松橋ICからは旧中央町、御船ICからは甲佐町 - 旧砥用町（現美里町）を経て南側を通る。熊本市方面からだとやや遠回りになるが、道幅は広い。

#### 道の駅
- 道の駅清和文楽邑

### バス
バスが村内で唯一の公共交通手段である。民営の熊本バス（旧熊延鉄道）が幾つかの路線バスを運行していたが、近年、乗降客の減少により大幅な路線縮小・廃止が行われた（町が代替バス運行）。浜町（矢部）から主要都市・熊本市への直通便も減少。「中の瀬車庫」あるいは「イオンモール熊本（愛称・クレア）」で乗り継ぎすることになり、時間もかかる上、不便になった（余計にバス利用が減る原因にもなっている）。
そのような不便な地であるが、福岡市から宮崎県延岡市へ至る高速バスが国道を走っており、村内に停留所はないものの山都町の中心部・浜町（矢部）にバス停がある。遠距離のバスながら比較的安く利用でき、熊本市で福岡行高速バスに乗り換えるより安い。
- 熊本バス
  - 廃止された路線
    - 井無田線（浜町 - 井無田 - 郷の原） - 山都町コミュニティバスが代替運行中。

  - 未確認
    - 木原谷線
    - 緑川線
- 山都町コミュニティバス[8] - スクールバスを利用して町営で代替運行になった。通学時間帯と日中の利用に分かれている。
- 高速バス
  - 福岡 - 高千穂・延岡「ごかせ号」[9] - 村内に停留所はない。

## 観光
- 道の駅清和文楽邑（せいわぶんらくむら） - 国道218号沿いの大川にある。
  - 清和文楽館 - 清和文楽[10]という人形芝居（浄瑠璃）専用劇場。駐車場完備。
  - 物産館 - 様々な農産加工物を手頃な値段で購入できる。駐車場共用。
- 緑仙峡（りょくせんきょう） - マス釣り (Trout fishing) を楽しめる渓流施設の緑仙峡フィッシングパークがある[11]。駐車場完備。紅葉も楽しめる。
- 青葉の瀬[12] - 川沿いにあり、木造のロッジもある。アウトドアが楽しめる。駐車場完備。
- 九州ハイランド - 阿蘇外輪山周辺の高原地帯の名称。
- 清和高原天文台[13] - 見晴らしの良い高原にある天文台。宿泊も可能。駐車場完備。
- 緑川生涯学習館[14]（緑川地区） - 旧緑川小学校の設備を利用した交流施設で、キャンプなどに利用されている。
- 井無田原（いむたばら/いむたばる）キャンプ場（朝日地区） - 農業用ため池に隣接しており、規模は小さいが、夏場は過ごしやすい。
- 九州自然遊歩道（山都町 清水峠 - 長谷峠 - 崩土峠 - 中坂峠 - 高森町 高森峠）
- 石橋 - 旧矢部町や旧砥用町のほうが数量とも多いが、旧村内にもある[15]。
- 滝 - 名のある滝はないが、小さな滝が点在[16]。
- ロンド美術館及びロンド美術館クラブ[17] - 私設の美術館。
- 朝日ギャラリー（廃校になった旧・山都町立朝日小学校の校舎を利用した写真の展示 無料）

## テレビ番組
- 日経スペシャル ガイアの夜明け ふるさとは大丈夫か! 〜合併？ 生き残るために〜（2003年1月19日、テレビ東京）[18]。